# Zalew Borki
Zalew Borki (nazwa oficjalna Jezioro Radomskie) – zbiornik wody w Radomiu, o powierzchni 9 ha. Mieści się na terenie dzielnicy Borki, przy ulicy Krasickiego. Zalew wybudowano w latach 70. XX w. – w dużej mierze w czynie społecznym.
Już w II połowie lat 80. pojawiły się problemy z napełnieniem akwenu wynikające z drastycznego obniżenia poziomu wód gruntowych w okolicach Radomia (lej depresyjny narastał kilkadziesiąt lat a jego apogeum przypadło właśnie na koniec lat 80.) a także nieszczelności dna zbiornika. Nieszczęściem okazała się także sieć kolektorów deszczowych wybudowanych w ten sposób, że skutecznie drenowana była zawartość zbiornika.

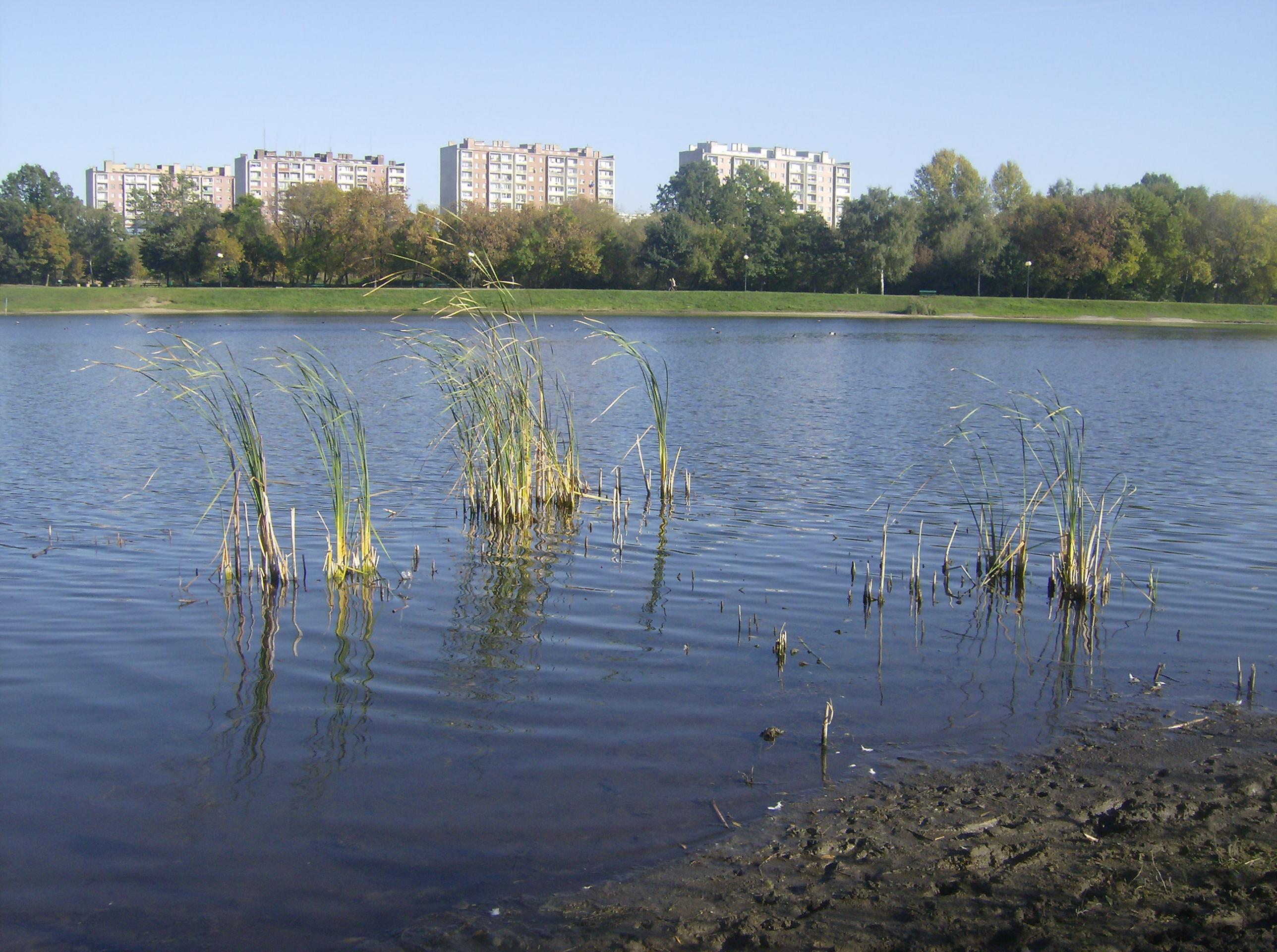
Zalew na Borkach

Zdewastowany w latach 90. zalew i otoczenie doczekały się poważnych inwestycji w latach 1999–2001. Odnowiono nieckę zalewu i uszczelniono dno, wyremontowano jaz czołowy i jaz kozłowy, oczyszczono stawy odmulające, wybudowano kładkę w południowej części akwenu. Zrealizowano nowe pomosty i ścieżkę rowerową wokół zalewu. Dokonano licznych nasadzeń i wytyczono alejki spacerowe. W wodzie występuje kilkanaście gatunków ryb takich jak szczupaki, karpie, okonie, liny, karasie, płocie, klenie, amury, sandacze, jazgarze, japońce, bassy oraz sumy.
Docelowo planowana jest przebudowa sieci kanalizacji deszczowej w ten sposób, by woda z południowych dzielnic miasta nie była wprowadzana do rzeki Mlecznej poniżej zalewu, ale do Potoku Malczewskiego powyżej zalewu.